# Olympische Winterspiele 2006/Teilnehmer (Dänemark)
| Gelbes Symbol für Goldmedaillen mit stilisierten Olympischen Ringen | Graues Symbol für Silbermedaillen mit stilisierten Olympischen Ringen | Braundes Symbol für Bronzemedaillen mit stilisierten Olympischen Ringen |
| ------------------------------------------------------------------- | --------------------------------------------------------------------- | ----------------------------------------------------------------------- |
| —                                                                   | —                                                                     | —                                                                       |

Dänemark nahm an den Olympischen Winterspielen 2006 im italienischen Turin mit einer Delegation von fünf Athleten teil. 

## Flaggenträger
Die Curlerin Dorthe Holm trug die Flagge Dänemarks während der Eröffnungsfeier, bei der Schlussfeier wurde sie vom Offiziellen Daniel Mckay getragen.

## Teilnehmer nach Sportarten

### Curling
- Denise Dupont
- Dorthe Holm
- Malene Krause
- Lene Nielsen
- Maria Poulsen
Frauen, 8. Platz